# Фебрис
Фебрис (лат. Febris) — в римской мифологии богиня, которая олицетворяла лихорадку и предотвращала её. Фебрис поклонялись в трёх храмах в Древнем Риме: самый старый из них находился между Палатинским холмом и Велабрумом, как утверждают Валерий Максим и Цицерон, второй — на Эсквилинском холму, последний — в Викусе Лонгусе. В храмах больные принимали лекарства, и обращались к богине со следующими словами: Febris diva, Febris sancta, Febris magna. Возможно, что имя богини происходит от имени этрусского бога Februus. По словам Сенеки, её характерными атрибутами являются «хитрость» и «честность».